# Família Schürmann
A família Schurmann é uma família brasileira famosa por velejar ao redor do mundo.

## Biografia
É composta por Vilfredo Schurmann e Heloísa Schurmann, e seus filhos Pierre Schurmann, David Schurmann, Wilhelm Schurmann e Kat Schurmann (filha do casal, nascida na Nova Zelândia em 1992). Foi a primeira família brasileira a circunavegar o mundo em um veleiro, sendo também uns dos pouquíssimos cidadãos brasileiros que já estiveram em alguns dos lugares  mais remotos da Terra, tais como a ilha de Santa Helena, as Ilhas Pitcairn e o Território Britânico do Oceano Índico.
Partiram de Florianópolis em 1984 e passaram dez anos velejando pelos oceanos Atlântico, Pacífico e Índico. Os filhos cresceram a bordo, estudando por correspondência. Wilhelm foi o único dos filhos que permaneceu dez anos inteiros no veleiro. Em 1988, Pierre decidiu estudar Administração de Empresas nos Estados Unidos, onde morou até 1994. David desembarcou na Nova Zelândia em 1991, graduando-se em Cinema e Televisão.
O sonho de refazer a rota do navegador português Fernão de Magalhães nasceu antes mesmo dos Schurmann retornarem ao Brasil da primeira viagem em 1994. Foram três anos de planejamento para o projeto: a expedição Magalhães Global Adventure. Em 23 de novembro de 1997, a família, no veleiro Aysso, iniciou essa nova volta ao mundo, dessa vez com a pequena Kat Schurmann, filha caçula do casal Shurmann, de apenas cinco anos de idade. A Família Schurmann percorreu 32.657 milhas (ou 60.481 quilômetros), durante 912 dias, passando por 48 portos, 31 ilhas, 19 países e nove territórios. A expedição foi acompanhada em 44 países, pela internet.
A última etapa da circum-navegação foi o trajeto Lisboa-Porto Seguro na rota de Pedro Álvares Cabral, dentro das comemorações dos 500 anos do Descobrimento do Brasil.
Em 2004, a família Schurmann completou vinte anos de aventuras. Nessas duas décadas visitaram os lugares mais remotos e marcantes do planeta, tendo passado também por momentos tensos, tais como ondas superiores a dez metros, e ventos de 120km/h na Nova Zelândia. Mas também conheceram paisagens maravilhosas, fizeram grandes amigos e viveram experiências incríveis. Para celebrar esses vinte anos de história no mar, a família Schurmann navegou de Florianópolis até Fortaleza, Ceará. Nessa terceira expedição, a única realizada exclusivamente na costa brasileira, a família Schurmann reencontrou amigos e voltou a locais importantes que marcaram sua trajetória.
Em 2011, participou da descoberta dos destroços de um submarino alemão afundado em águas territoriais do Brasil, durante a Segunda Guerra Mundial.
Em 2015 a bordo de seu mais novo veleiro, o Kat, a família atravessou os mares na “Expedição Oriente” inspirada por uma polêmica teoria: teriam os exploradores chineses sido os primeiros a navegar ao redor do mundo, conhecendo lugares como Caribe, América do Sul e Antártica, décadas antes dos europeus até mesmo antes de Colombo? A expedição buscou investigar as evidências desta teoria ao refazer as supostas rotas dos navegadores chineses do século XV.
A ideia da Expedição Oriente surgiu após o estudo da história do navegador português Fernão de Magalhães, conhecido por idealizar, no século XVI, a primeira viagem ao redor do globo, que afirmava ter dados sobre diferentes rotas marítimas que não constavam nos documentos oficiais da época. Para tentar desvendar este mistério, a Família Schurmann viajou por mais de dois anos. Foram 812 dias no mar e quase 50 escalas feitas até o retorno ao ponto de partida: Itajaí, Santa Catarina. Ao todo, o veleiro Kat navegou cerca de 50 mil quilômetros, passando pelos quatro oceanos.

## Membros da família

### Vilfredo Schurmann
Economista, consultor, empresário e velejador, foi proprietário da Schürmann Projetos e Consultoria, empresa dedicada à elaboração e execução de projetos industriais e assessor financeiro de empresas catarinenses. Em 1984 saiu com sua família para realizar o sonho de dar a volta ao mundo em um veleiro e durante dez anos colocou em prática os seus conhecimentos com a elaboração do projeto para viabilizar financeiramente este sonho. Vilfredo registrou, através de imagens fotográficas, os melhores momentos das duas viagens. Também foi responsável pela administração e finanças do Projeto Magalhães Global Adventure, coordenando uma equipe de 17 pessoas, entre mar e terra, com atividades em Porto Belo , SC, e nos Estados Unidos. Como velejador é responsável pela navegação e segurança de toda tripulação.
Vilfredo, que atualmente elabora os projetos econômico-financeiros da próxima viagem, ministra palestras em diversas empresas, lidera o Schürmann Corporate Workshop e é consultor na implantação de programas de gestão estratégica (Balance Score Card) de grandes corporações.

### Heloísa Schurmann
Heloísa Schurmann formou-se como professora de inglês na New York University. Em Florianópolis, era proprietária de uma escola de inglês. Apaixonada por livros de Jules Verne, ela deixou a vida segura em Santa Catarina para viver o sonho de se aventurar pelo mundo.
Heloísa transformou seu hobby de escrever em profissão, coordena o planejamento dos projetos da família Schurmann na área educacional e palestras empresariais. Seu apelido Formiga vem de sua energia sem fim, pois vive sem parar: trabalhando, organizando, viajando e, acima de tudo, irradiando inteligência e bom-humor.

### David Schurmann
Nascido em 1974, sua paixão por cinema teve início quando ganhou sua primeira câmera aos 13 anos e começou a filmar e dirigir documentários. David viveu parte de sua vida a bordo de um barco, velejando ao redor do mundo com sua família conhecendo mais de 64 países, até desembarcar na Nova Zelândia para estudar cinema e televisão. Iniciou sua carreira internacional com 19 anos, como diretor do programa “In Focus” da TV3 na Nova Zelândia, pelo qual recebeu diversos prêmios internacionais e prestígio. Nos anos seguintes, focou sua carreira na produção de documentários para TV e Cinema. David retornou ao Brasil em 1997 e dirigiu 34 episódios para o Fantástico, na Rede Globo. Em 2007, David dirigiu seu primeiro longa metragem, “O Mundo em Duas Voltas”, que ganhou diversos prêmios nacionais e internacionais como melhor filme. A obra foi lançada comercialmente e teve importante sucesso de bilheteria, consequentemente foi transmitido pela Discovery Channel America Latina. Em 2011, dirigiu “Desaparecidos”, um controverso e revolucionário projeto de filme transmídia e suspense, que foi exibido em salas de cinema de todo o Brasil e pelo canal a cabo TNT para toda a América Latina. Em 2016 lançou o filme "Pequeno Segredo" inspirado na história de sua irmã adotiva Kat Schurmann, o filme foi selecionado como representante do Brasil no Oscar 2017'.' Em 2017 Dirigiu a série de 11 episódios “Expedição Oriente”, sobre a terceira volta ao mundo da Família Schurmann para National Geographic Latino América. Além de diretor, David é Produtor, palestrante, autor, pai e CCO das empresa da Família Schurmann.  

### Wilhelm Schurmann
Aos 7 anos, Wilhelm Schurmann embarcou com sua família para navegar ao redor do mundo. Ele viveu 10 anos no veleiro, onde estudou por correspondência, aprendeu 3 idiomas fluentemente, conheceu mais de 42 países e teve aventuras inesquecíveis.
Aos 10 anos, aprendeu a velejar de windsurfe e – apaixonado pelo esporte – tornou-se atleta profissional, participando de competições em diversos países. Unindo talento e dedicação, se destacou no cenário nacional e internacional, sendo reconhecido como um dos maiores nomes no esporte do windsurfe no Brasil e no mundo em diferentes classes, como Formula Slalom, Wave, Speed e Longa Distância.
Wilhelm conquistou 5 vezes o campeonato mundial e mais de 180 medalhas e troféus nacionais e internacionais em mais de 200 campeonatos, participando de mais de mil regatas. Na Expedição Oriente, será o imediato a bordo do veleiro Kat, onde esta há 6 meses trabalhando e prestando assessoria em todas as fases da construção do barco.

### Pierre Schurmann
Pierre Schurmann nasceu em 1968 e sempre teve um espírito empreendedor. Embarcou com os pais para a sua primeira volta ao mundo ainda adolescente, com 15 anos.
Cursou Administração de Empresas nos Estados Unidos e iniciou sua carreira profissional em 1989 na corretora de valores americana Salomon Smith Barney. Em 1994, retornou ao Brasil e foi responsável pela estruturação da área de tecnologia e captação de recursos do Projeto Magalhães Global Adventure.
Em 1996, foi um dos sócios-fundadores do mecanismo de busca Zeek!. Em 1998, com a aquisição da empresa pela americana StarMedia, assumiu a direção da área de novos negócios para o Brasil e, posteriormente, para a América Latina.
No início de 2000, foi sócio-fundador e Vice-presidente de Novos Negócios da Idéia.com, uma das primeiras incubadoras brasileiras com capital privado, que captou US$ 7.5 milhões do fundo de investimentos Warbug Pincus.
Em 2003, Pierre associou-se a Consulting House onde foi sócio-diretor, responsável pela unidade de negócios de Marketing de Relacionamentos Estratégicos.
Desde 2004 vem se dedicando a projetos inovadores na area de marketing e midia. O portfolio atual de empresas e projetos inclui a Conectis Experience Marketing , a vida e bela e o Experience Club, clube de relacionamentos para presidentes de empresa.
Como velejar faz parte do seu estilo de vida, sempre que pode participa das aventuras com a família.

## Livros
- Momentos De uma Aventura (2001) - Vilfredo Schürmann
- Um Mundo de Aventuras (2002) - Heloísa Schürmann
- Em Busca do Sonho (2006) - Heloísa Schürmann
- Navegando com o Sucesso (2009)
- Pequeno Segredo (2012) - Heloísa Schürmann

## Filmes
- O Mundo Em Duas Voltas (2007)
- Pequeno Segredo (2016)